# Кобзаренко Анастасія Степанівна
Кобзаренко Анастасія Степанівна (8 травня 1934, с. Рейзерово (нині — Райозеро), Полтавська область — 1 серпня 2022) — генеральний директор державного закладу «Національна бібліотека України для дітей»  (Київ) з 1967 по 2013 рр., Герой України. Президент Української асоціації працівників бібліотек для дітей (до 2013 року). Засновник та головний редактор фахового журналу «Світ дитячих бібліотек».

## Біографія
Анастасія Степанівна Кобзаренко народилася 8 травня 1934 року у с. Рейзерово Лубенського району Полтавської області. У 1950 році закінчила Дніпропетровський технікум культурно-освітньої роботи. Вступила до Харківського бібліотечного інституту, який закінчила у 1956 році. Працювала на різних посадах і в різних місцях: бібліотекарем у Криворізькій міській бібліотеці (1955–1958), завідувачкою бібліотеки будинку офіцерів у місті Каунас (1958–1960), інспектором Лихівського районного відділу культури Дніпропетровської області, інспектором відділу бібліотек Міністерства культури УРСР (1960–1966). Від 1967 року обіймала посаду генерального директора Національної бібліотеки України для дітей (Київ). 
На посаді директора вивчала та впроваджувала досвід дитячих бібліотек інших країн, виступала на науково-практичних і науково-теоретичних конференціях та семінарах з питань бібліотечної справи, брала участь у міжнародних бібліотечних форумах; співпрацювала з посольством Швеції, Шведським Інститутом (Swedish Institute), Гете–Інститутом у Києві, культурними центрами Франції, Німеччини, Швеції, Росії, Грузії та іншими. Започаткувала щорічний Всеукраїнський тиждень дитячого читання (з 1993), Всеукраїнський конкурс «Найкращий читач року» (з 2005), національний проєкт «Україна читає дітям» (2010). У 2000 році очолила Українську асоціацію працівників бібліотек для дітей. З 2002 року була головним редактором першого фахового науково-методичного журналу «Світ дитячих бібліотек». Під її керівництвом у 1997 році видано історію ДБУ для дітей «Державній бібліотеці України для дітей 30 років». Була відповідальним редактором довідників «Бібліотеки України для дітей» (2008) та «Дитячі бібліотекарі України. Сто кращих» (2012). Кобзаренко А. С. – автор понад 100 статей з питань бібліотечної справи. 

## Нагороди
- Звання «Герой України» з врученням ордена Держави (19 серпня 2009) — за багаторічну самовіддану працю у вихованні молоді на засадах духовності, гуманізму і високої моралі[4]

- Орден княгині Ольги III ст. (30 вересня 1998) — за вагомий особистий внесок у розвиток бібліотечної справи, високий професіоналізм[5].

- Заслужений працівник культури України.
- бронзова (1980) і срібна (1981) медалі ВДНГ.
- медаль «Ветеран праці» (1986)[6].